# Lijst van tankkanonnen
Dit is een lijst van tankkanonnen. Hier staan enkel antitankkanonnen en mortieren (van een klein kaliber) vermeld van lichte, middelzware en zware tanks, omdat tankjagers en gemechaniseerd geschut andere eisen stellen aan de kanonnen. Ook machinegeweren, snelvuurkanonnen (als secundair wapen) en mortieren (grote kalibers) worden niet tot deze lijst gerekend.
| Kaliber | naam                                     | Land van oorsprong       | periode                             |
| ------- | ---------------------------------------- | ------------------------ | ----------------------------------- |
| 20      | TNSh                                     | Sovjet-Unie              | Tweede Wereldoorlog                 |
| 20      | Breda Model 35                           | Italië                   | Tweede Wereldoorlog                 |
| 20      | 2 cm KwK 30                              | nazi-Duitsland           | Tweede Wereldoorlog                 |
| 20      | 2 cm KwK 38                              | nazi-Duitsland           | Tweede Wereldoorlog                 |
| 25      | 25 SA 35                                 | Frankrijk                | Tweede Wereldoorlog                 |
| 37      | Škoda A3a 3,7 cm UV vzor 34              | Tsjecho-Slowakije        | Tweede Wereldoorlog                 |
| 37      | Škoda A7 3,7 cm UV vzor 38               | Tsjecho-Slowakije        | Tweede Wereldoorlog                 |
| 37      | 37 SA 18                                 | Frankrijk                | Eerste en Tweede Wereldoorlog       |
| 37      | 37 SA 38                                 | Frankrijk                | Tweede Wereldoorlog                 |
| 37      | PS-1                                     | Sovjet-Unie              | 1930s                               |
| 37      | PS-2                                     | Sovjet-Unie              | 1930s                               |
| 37      | B-3                                      | Sovjet-Unie              | 1930s                               |
| 37      | 37mm Gun M5/M6                           | Verenigde Staten         | Tweede Wereldoorlog                 |
| 37      | 3,7 cm KwK 36                            | nazi-Duitsland           | Tweede Wereldoorlog                 |
| 37      | Bofors 37 mm                             | Zweden                   | Tweede Wereldoorlog                 |
| 40      | QF 2 ponder                              | Verenigd Koninkrijk      | Tweede Wereldoorlog                 |
| 45      | 20K                                      | Sovjet-Unie              | 1930s en Tweede Wereldoorlog        |
| 47      | 47 SA 34                                 | Frankrijk                | Voor de Tweede Wereldoorlog         |
| 47      | OQF 3 ponder                             | Verenigd Koninkrijk      | 1920-1930                           |
| 47      | Cannone da 47/32 M35                     | Italië                   | Tweede Wereldoorlog                 |
| 50      | 5 cm KwK 38                              | nazi-Duitsland           | Tweede Wereldoorlog                 |
| 50      | 5 cm KwK 39                              | nazi-Duitsland           | Tweede Wereldoorlog                 |
| 57      | QF 6 ponder                              | Verenigd Koninkrijk      | Eerste Wereldoorlog                 |
| 57      | ZiS-4                                    | Sovjet-Unie              | Tweede Wereldoorlog                 |
| 57      | QF 6 ponder 6 cwt Hotchkiss              | Verenigd Koninkrijk      | Eerste Wereldoorlog                 |
| 57      | QF 6 ponder 7 cwt                        | Verenigd Koninkrijk      | Tweede Wereldoorlog                 |
| 57      | Cockerill-Nordenfelt, gebruikt op de A7V | België                   | Eerste Wereldoorlog                 |
| 75      | 75 SA 35                                 | Frankrijk                | Tweede Wereldoorlog                 |
| 75      | 7,5 cm KwK 37                            | nazi-Duitsland           | Tweede Wereldoorlog                 |
| 75      | 7,5 cm KwK 40                            | nazi-Duitsland           | Tweede Wereldoorlog                 |
| 75      | 7,5 cm KwK 42                            | nazi-Duitsland           | Tweede Wereldoorlog                 |
| 75      | 7,5 cm KwK 44                            | nazi-Duitsland           | Tweede Wereldoorlog                 |
| 75      | Ordnance QF 75 mm                        | Verenigd Koninkrijk      | Tweede Wereldoorlog                 |
| 75      | 75mm Gun M2/M3/M6                        | Verenigde Staten         | Tweede Wereldoorlog                 |
| 76,2    | Model 27/32 houwitser                    | Sovjet-Unie              | 1930s                               |
| 76,2    | L-10                                     | Sovjet-Unie              | 1930s                               |
| 76,2    | L-11                                     | Sovjet-Unie              | Tweede Wereldoorlog                 |
| 76,2    | F-32                                     | Sovjet-Unie              | Tweede Wereldoorlog                 |
| 76,2    | F-34                                     | Sovjet-Unie              | Tweede Wereldoorlog                 |
| 76,2    | ZiS-5                                    | Sovjet-Unie              | Tweede Wereldoorlog                 |
| 76,2    | D-56T                                    | Sovjet-Unie              | Koude oorlog                        |
| 76,2    | Ordnance QF 3-inch houwitser             | Verenigd Koninkrijk      | Tweede Wereldoorlog                 |
| 76,2    | Ordnance QF 17-pounder                   | Verenigd Koninkrijk      | Tweede Wereldoorlog                 |
| 76,2    | 77 mm HV                                 | Verenigd Koninkrijk      | Tweede Wereldoorlog                 |
| 76,2    | 76 mm M1 kanon                           | Verenigde Staten         | Tweede Wereldoorlog                 |
| 76,2    | 3-inch M1918 kanon                       | Verenigde Staten         | Tweede Wereldoorlog                 |
| 84      | Ordnance QF 20 ponder                    | Verenigd Koninkrijk      | Koude oorlog                        |
| 85      | D-5T                                     | Sovjet-Unie              | Tweede Wereldoorlog                 |
| 85      | ZiS-S-53                                 | Sovjet-Unie              | Tweede Wereldoorlog                 |
| 88      | 8,8 cm KwK 36                            | nazi-Duitsland           | Tweede Wereldoorlog                 |
| 88      | 8,8 cm KwK 43 L71                        | nazi-Duitsland           | Tweede Wereldoorlog                 |
| 90      | 90 mm Gun M1/M2/M3                       | Verenigde Staten         | Tweede Wereldoorlog                 |
| 95      | Ordnance QF 32-pounder                   | Verenigd Koninkrijk      | Tweede Wereldoorlog                 |
| 100     | D-10                                     | Sovjet-Unie              | Tweede Wereldoorlog en Koude oorlog |
| 105     | Rheinmetall LTA2                         | Bondsrepubliek Duitsland | Koude oorlog                        |
| 105     | Royal Ordnance L7                        | Verenigd Koninkrijk      | Koude oorlog                        |
| 105     | M101 houwitser                           | Verenigde Staten         | Tweede Wereldoorlog                 |
| 115     | U-5TS                                    | Sovjet-Unie              | Koude oorlog                        |
| 120     | Rheinmetall L44/M256                     | Bondsrepubliek Duitsland | Koude oorlog                        |
| 120     | Rheinmetall L55                          | Duitsland                | Modern                              |
| 120     | IMI 120 mm gun                           | Israël                   | Koude oorlog                        |
| 120     | Royal Ordnance L11A5                     | Verenigd Koninkrijk      | Koude oorlog                        |
| 120     | L30                                      | Verenigd Koninkrijk      | Koude oorlog                        |
| 120     | KBM2                                     | Verenigd Koninkrijk      | Modern                              |
| 122     | D-25T                                    | Sovjet-Unie              | Tweede Wereldoorlog                 |
| 125     | 2A46 125 mm                              | Sovjet-Unie              | Koude oorlog                        |
| 125     | Sprut anti tank kanon                    | Sovjet-Unie              | Koude oorlog                        |
| 125     | KBA3                                     | Oekraïne                 | Modern                              |